# Trichocerapoda
Trichocerapoda is een geslacht van vlinders van de familie uilen (Noctuidae), uit de onderfamilie Hadeninae.

## Soorten
- T. comstocki Benjamin, 1932
- T. oblita Grote, 1877
- T. strigata Smith, 1891